# Marcel-Frédéric Lubin-Lebrère
Marcel-Frédéric Lubin-Lebrère   (Agen, 21 de juliol de 1891 - Tolosa, 7 de juliol de 1972) va ser un jugador de rugbi a 15 francès que va competir durant les dècades de 1910 i 1920. També destacà com a tirador d'esgrima.
El 1924 va ser seleccionat per jugar amb la selecció de França de rugbi a 15 que va prendre part en els Jocs Olímpics d'Estiu de París, on guanyà la medalla de plata. Va disputar 15 partits amb la selecció nacional.
A nivell de clubs va jugar al US Montalbanaise (abans del 1913) i Stade Toulousain (1913-25). Va guanyar la lliga francesa de 1922, 1923 i 1924. Una vegada retirat va exercir d'entrenador.
Fou ferit greument durant la Primera Guerra Mundial, cosa que li va fer perdre un ull.